# Lebin
Lebin is een bestuurslaag in het regentschap Sumbawa van de provincie West-Nusa Tenggara, Indonesië. Lebin telt 644 inwoners (volkstelling 2010).